# BMW F 800 R
BMW F 800 R – niemiecki motocykl typu naked bike produkowany przez firmę BMW od 2009 roku.

## Dane techniczne/Osiągi
Silnik: R2

Pojemność silnika: 798 cm³

Moc maksymalna: 86 KM/8000 obr./min

Maksymalny moment obrotowy: 86 Nm/6000 obr./min

Prędkość maksymalna: 223 km/h 

Przyspieszenie 0-100 km/h: 3,5 s